# Serrat del Porquer
El Serrat del Porquer és una serra situada al municipi de Cardona a la comarca del Bages, amb una elevació màxima de 562 metres.